# Boris Drahusak
 (mai 2021).
Boris Drahusak, né le 28 novembre 1960 à Paris, est un historien, une personnalité politique suisse, d'origine franco-ukrainienne. 
Il est membre du parti des Verts. 
De 2004 à 2011, il est codirecteur du Département de la culture de la ville de Genève.
En 2011, il est impliquant dans une affaire de copinage avec Sandrine Salerno.
En 2014, il est directeur pédagogique à l'institut Florimont, au Petit Lancy.
Il pratique l'escrime et est maître d'armes diplômé.

## Biographie
Boris Drahusak est d'origine franco-ukrainienne et de langue maternelle française. Il naît le 28 novembre 1960 à Paris. Il grandit dans une banlieue ouvrière française et arrive à Genève à l'aube de ses 30 ans. Il est alors marié à Sarah Khalfallah, père de deux enfants et titulaire d'un DEA en Histoire,.
Le 28 novembre 1990, il fonde, avec son épouse, l'association Mondial Contact. À l'origine, l'association a pour objet social de « créer, organiser, coordonner, suivre des actions, des espaces, des projets destinés à promouvoir la participation du citoyen d'origine étrangère et du résident à l'espace public et à la vie de la Cité, et à développer, susciter les relations interculturelles ». L'association développe de nombreuses activités et crée des espaces de rencontres, pour sensibiliser les milieux politiques et les autorités à l'importance de l'intégration des étrangers,,,,. Elle sera dissoute après treize ans d'existence. 
Il enseigne l'histoire à Genève à partir de 1991. 
Il s'investit dans des activités politiques (il s'oppose notamment à l'initiative des 18 %). En 2000, Boris Drahusak adhère au parti écologiste les Verts (Suisse). 
De 2001 à 2003, il préside la section ville de Genève, et reste actif au niveau cantonal. Il gère plusieurs campagnes électorales.
De 2004 à début 2011, il est codirecteur du département de la culture. Son style de gestion est controversé : d'un côté, il passe pour très travailleur, exigeant, avec une vision claire, bon orateur qui « gagne à être connu » et aurait l'étoffe d'un « excellent magistrat ». De l'autre, il est qualifié d'homme à deux visages : cordial avec ses amis mais froid, arrogant et hautain, voire méprisant, avec ses subordonnés[réf. nécessaire]. 
Il subit trois échecs électoraux, notamment à l'élection à la Constituante en 2008, bien qu'il ait fait campagne avec son thème familier de l'intégration. 
Son parti appuie sa candidature à l'élection au Conseil administratif 2011. Y participe également Sandrine Salerno. 
Il est critiqué pour ne pas avoir démissionné de son poste à la Culture à la suite de l'annonce de sa candidature, comme s'il ne croyait pas lui-même à ses chances d'être élu. 
Il se démet de ses fonctions de codirecteur, restant au sein du service de la culture en tant que conseiller. 
Les partis du centre-droit genevois fustigent le flou du nouveau cahier des charges du désormais candidat, ainsi que sa rémunération et lui reprochent de mener sa campagne aux frais du contribuable. 
Au printemps 2011, il n'est pas élu. Il se retrouve sans emploi et sans mandat politique,,,.

## Affaire Salerno
Le 15 juin 2011, les médias annoncent la décision du Conseil administratif de nommer Boris Drahusak au poste de directeur des ressources humaines de la ville de Genève. Cette nomination aurait, selon la presse, eu lieu sur proposition de Sandrine Salerno.[réf. nécessaire]. 
Son entrée en fonction est prévue au 22 août 2011. Le nouveau DRH rejoint son service le 20 juin, en qualité de directeur adjoint. 
Il élabore un nouveau statut du personnel (qui règle les conditions d'engagement des employés de la ville). 
Le 7 septembre 2011, il annonce sa démission, qui doit prendre effet au 30 novembre 2011,.
Le 5 octobre 2011, la commission des finances de la ville de Genève décide, à l'initiative de l'UDC Eric Bertinat, d'interpeller la Cour des comptes au sujet de la gestion du département de Mme Salerno. La presse laisse entendre que Mme Salerno aurait proposé la nomination de M. Drahusak uniquement en raison de leurs liens d'amitié.[réf. nécessaire].  
Dans son rapport annuel 2011, la Cour des comptes a relevé que « l’expérience et la formation professionnelle [de Boris Drahusak] ne correspondaient pas aux exigences du poste ».  
Le Conseil administratif conteste les conclusions du rapport, alléguant que M. Drahusak aurait « amplement démontré qu’il possédait à la fois les compétences requises et une expérience solide pour assumer la Direction des ressources humaines ».[réf. nécessaire].  
Les conditions d'engagement sont pointées du doigt. Selon la Cour des Comptes, « des conditions de « sortie » particulièrement avantageuses ont été prévues contractuellement au cas où ledit collaborateur ne donnerait pas satisfaction ou souhaiterait quitter le poste durant la période d’essai ». 
Le quotidien le Matin précise ces conditions : il s'agirait d'indemnités de départ correspondant à 10 mois de salaire, soit à un montant estimatif de 150 000 francs. Mme Salerno affirme à la presse que M. Drahusak aurait renoncé volontairement à l'indemnité de départ peu avant que la Cour des comptes ne publie son rapport.[réf. nécessaire]. Il aurait retrouvé un emploi au sein de la direction de l'Institut Florimont, dans lequel il donne des cours d'escrime). 
D'après l'enquête du Matin, tout porte à croire que cette renonciation, si elle a eu lieu, était le résultat de pressions exercées par Mme Salerno ou son entourage, afin d'atténuer les répercussions médiatiques,,,,.

## Divers
Boris Drahusak pratique, enseigne l'escrime, est Maître d'armes diplômé.
Membre fondateur du club d'escrime de l'Institut Florimont, il en est le président, et y donne des cours d'escrime. En octobre 2013, en Bulgarie, il termina huitième des championnats du monde à l'épée dans sa catégorie. En 2015, il est champion de Suisse en catégorie vétéran V2.